# Orlui egyházmegye
Az Orlui egyházmegye (latinul: Dioecesis Orluana) római katolikus egyházmegye Nigéria déli részén, Orlu központtal. Az Owerri főegyházmegye szuffragáneus egyházmegyéje.
Székesegyháza a Szentháromság-székesegyház.
Jelenlegi püspöke Augustine Tochukwu Ukwuoma.

## Terület

### Szomszédos egyházmegyék
- Nnewi római katolikus egyházmegye
- Awkai egyházmegye
- Okigwei egyházmegye
- Owerri főegyházmegye

## Történelem
1980. november 29-én alapították meg az Owerri egyházmegyéből való kiválással.

## Szervezet

### Püspökök
| Fénykép | Név, beosztás                     | Születési helye, ideje                | Kinevezés dátuma                |
| ------- | --------------------------------- | ------------------------------------- | ------------------------------- |
|         | Augustine Tochukwu Ukwuoma püspök | Amucha, 1952. augusztus 29. (72 éves) | orlui püspök: 2008. március 25. |

#### Korábbi püspökök
- Gregory Obinna Ochiagha(wd) püspök (1980–2008)

### Egyházközségek, papság
2016-ban 170 plébánia működött az egyházmegyében (1990-ben még csak 45, 2004-ben 112). Összesen 256 pap teljesített szolgálatot közülük 239 egyházmegyés és 17 szerzetes. 2014-ben az egyházmegye püspöke két kispapot küldött Magyarországra, a Szeged-Csanádi egyházmegyébe, akiket 2020-ban szenteltek pappá a Szegedi dómban.

## Tevékenységek

### Hitélet
Nigériában az emberek túlnyomó többsége vallásos: Valerian Okeke onitshai érsek elmondása szerint a lakosság 90%-a (keresztények és muszlimok egyaránt) részt vesz hétvégénként a szertartásokon.